# Station Eu
Station Eu is een spoorwegstation in de Franse gemeente Eu.